# Priapulopsis
Genre
Synonymes
- Priapuloides Koren & Danielssen, 1875

Priapulopsis est un genre de vers marins de l'embranchement des Priapulida.

## Liste d'espèces
Selon WRMS
- Priapulopsis australis (de Guerne, 1886)
- Priapulopsis bicaudatus (Danielssen, 1868)
- Priapulopsis cnidephorus Salvini-Plawen, 1973